# خیار دریایی گراف
خیار دریایی گراف (نام علمی: Pearsonothuria graeffei) نام یک گونه از تیره خیارهای دریایی چرمی است.

## نگارخانه

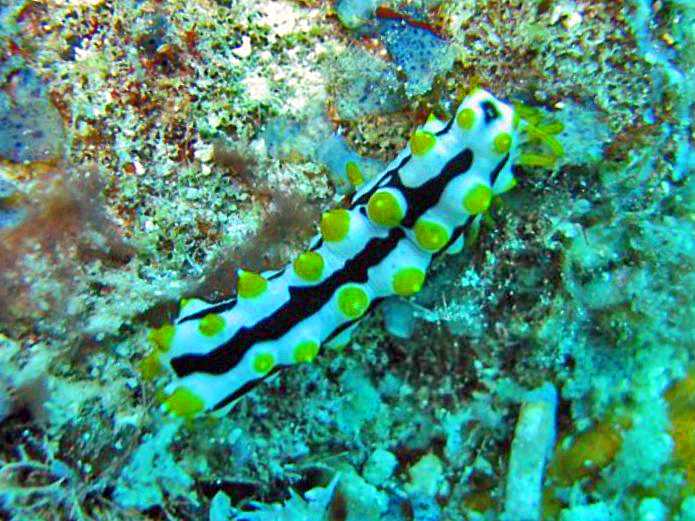
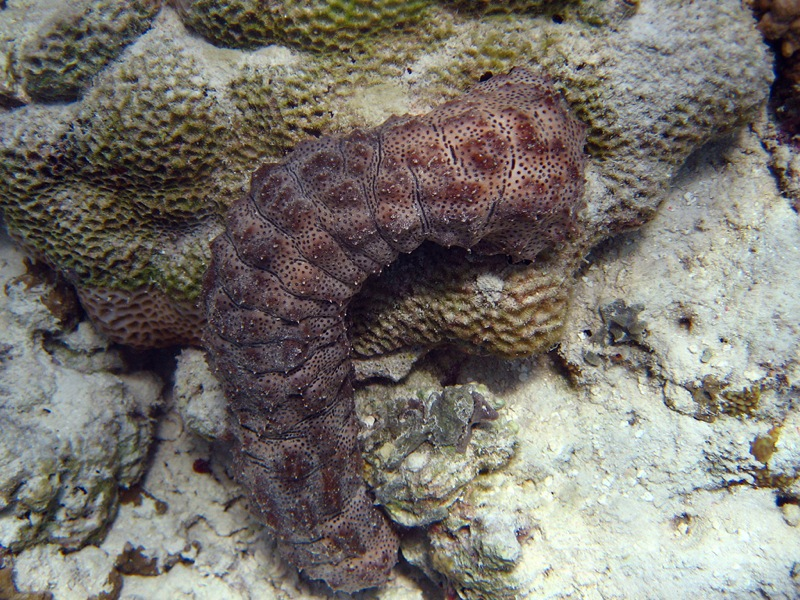
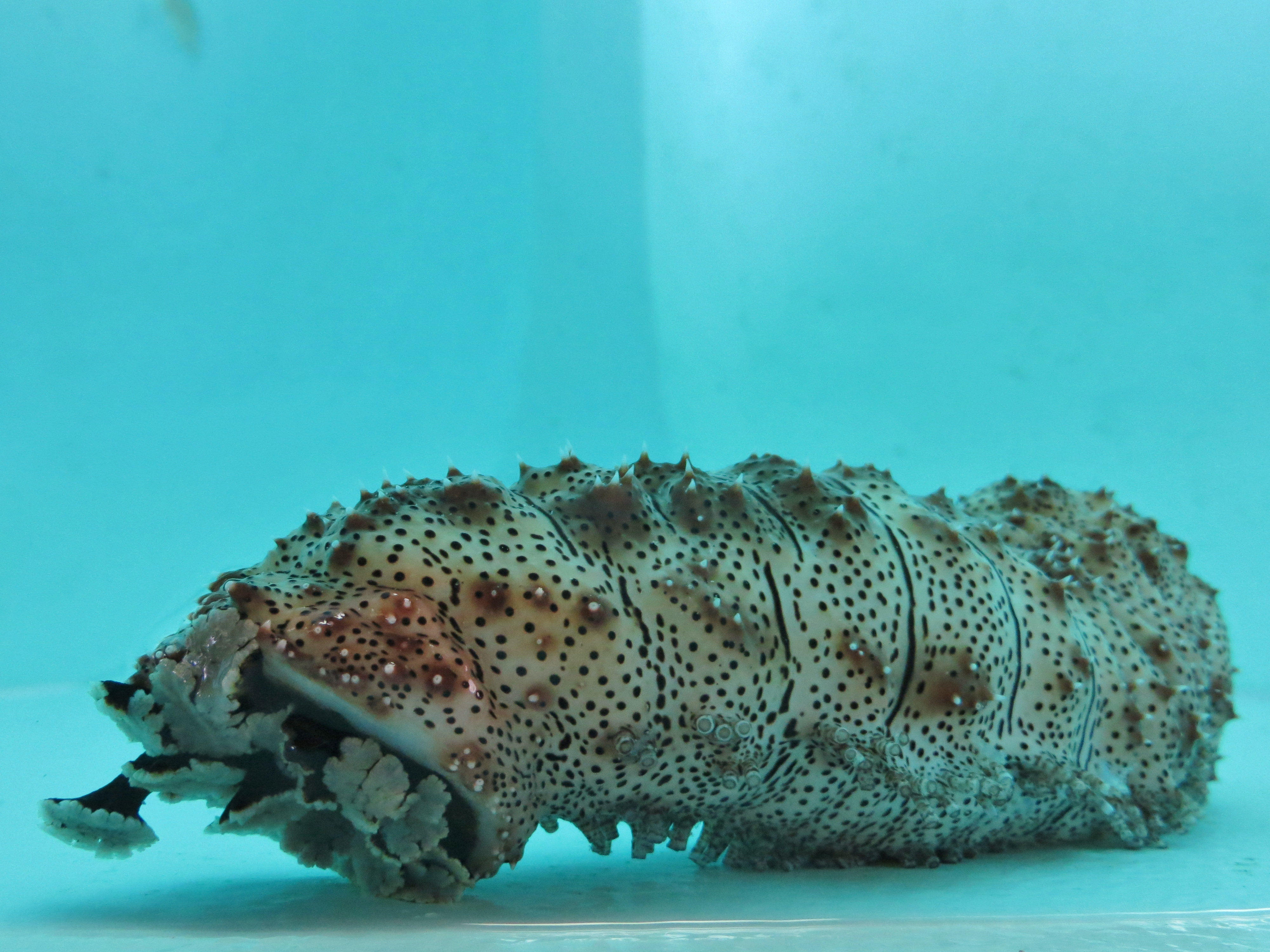